# أبو يوسف
أَبُو يُوسُفَ يَعْقُوبُ بْنُ إِبْرَاهِيمَ الْأَنْصَارِيُّ (113 هـ – 182 هـ/ 731 – 798 م) المشهور بـأبي يوسف وهو من تلاميذ الإمام أبي حنيفة النعمان.
«القاضي أبو يوسف هو الإمام المجتهد العلامة المحدث قاضي القضاة، أبو يوسف يعقوب بن إبراهيم بن حبيب بن حبيش بن سعد بن بجير بن معاوية الأنصاري الكوفي».
ولد أبو يوسف سنة ثلاث عشرة ومائة (113هـ)، تفقه على أبي حنيفة، وأخذ الحديث، وتولى القضاء، ومنح لقب قاضي القضاة، توفي في عصر هارون الرشيد سنة 182 هـ.

## اسمه ولقبه ونسبه
هو الإمام المجتهد العلامة المحدث قاضي القضاة، أبو يوسف يعقوب بن إبراهيم بن حبيب بن حبيش بن سعد بن بجير بن معاوية الأنصاري الكوفي.
وسعد بن بجير له صحبة وهو سعد بن حبتة وهي أمه وهو بجلي من حلفاء الأنصار شهد الخندق وغيرها.
يعقوب بن إبراهيم بن حبيب الأنصاري الكوفي البغدادي، كنيته: أبو يوسف، صاحب الإمام أبي حنيفة، وتلميذه، وأول من نشر مذهبه، كان فقيها علامة، من حفاظ الحديث.
ولد بالكوفة، وتفقه بالحديث والرواية، ثم لزم أبا حنيفة، فغلب عليه الرأي وولي القضاء ببغداد أيام المهدي والهادي والرشيد.
ومات في خلافته، ببغداد، وهو على القضاء، وهو أول من دعي قاضي القضاة ويقال له: قاضي قضاة الدنيا، وأول من وضع الكتب في أصول الفقه، على مذهب أبي حنيفة.
وكان واسع العلم بالتفسير والمغازي وأيام العرب.

## مولده
في مدينة الكوفة ولد أبو يوسف يعقوب بن إبراهيم الأنصاري سنة 113 هـ، وتطلع إلى العلم والدراسة فلم يجد خيرًا من مجلس الفقيه الكبير أبي حنيفة ، فتتلمذ على يديه، ودرس عنده أصول الدين والحديث والفقه.

## شيوخه
سمع من هشام بن عروة، ويحيى بن سعيد، والأعمش، ويزيد بن أبي يزيد، وعطاء بن السائب، عبيد الله بن عمرو أبي اسحاق الشيباني، وحجاج بن أرطأة، وتفقه على أبي حنيفة .
«وحدث عن: هشام بن عروة ويحيى بن سعيد الأنصاري وعطاء بن السائب ويزيد بن أبي زياد وأبي إسحاق الشيباني وعبيد الله بن عمر والأعمش وحجاج بن أرطاة وأبي حنيفة ولزمه وتفقه به، وهو أنبل تلامذته وأعلمهم تخرج به أئمة كمحمد بن الحسن ومعلى بن منصور وهلال الرأي وابن سماعة وعدة».

## معيشته
كان أبوه فقيرا، له حانوت ضعيف فكان أبو حنيفة يتعاهد أبا يوسف بالدراهم مائة بعد مائة.
روى علي بن حرملة التيمي عنه قال: كنت أطلب العلم وأنا مقل فجاء أبي فقال: يا بني لا تمدن رجلك مع أبي حنيفة فأنت محتاج فآثرت طاعة أبي فأعطاني أبو حنيفة مائة درهم وقال: الزم الحلقة، فإذا نفذت هذه؛ فأعلمني، ثم بعد أيام أعطاني مائة ويقال: إنه ربي يتيما، فأسلمته أمه قصارا.

## أقوال العلماء
وعن محمد بن الحسن قال: مرض أبو يوسف، فعاده أبو حنيفة فلما خرج قال: إن يمت هذا الفتى؛ فهو أعلم من عليها.
قال أحمد بن حنبل: أول ما كتبت الحديث اختلفت إلى أبي يوسف وكان أميل إلى المحدثين من أبي حنيفة ومحمد.
قال الذهبي: «بلغ أبو يوسف من رئاسة العلم ما لا مزيد عليه وكان الرشيد يبالغ في إجلاله».
قال ابن المديني: ما أخذ على أبي يوسف إلا حديثه في الحجر وكان صدوقا.
قال إبراهيم بن أبي داود البرلسي: سمعت ابن معين يقول: ما رأيت في أصحاب الرأي أثبت في الحديث، ولا أحفظ، ولا أصح رواية من أبي يوسف.
وروى عباس، عن ابن معين: أبو يوسف صاحب حديث، صاحب سنة.
وعن يحيى البرمكي قال: قدم أبو يوسف وأقل ما فيه الفقه وقد ملأ بفقهه الخافقين.
قال أحمد: كان أبو يوسف منصفا في الحديث.
وقال النسائي في طبقات الحنفية وأبو يوسف ثقة. وقال أبو حاتم: يكتب حديثه.

## تلامذته
روى عنه بشر بن الوليد، وابن سَمَاعة، ويحيى بن معين، وعلي بن الجعد، وأحمد بن حنبل، وعمرو الناقد، وأحمد بن منيع، وعلي بن مسلم الطوسي، والحسن بن أبي مالك، وهلال الرأي، وإبراهيم بن الجراح وغيرهم. وأجل أصحابه محمد بن الحسن الشيباني.
وحدث عنه: يحيى بن معين وأحمد بن حنبل وعلي بن الجعد وأسد بن الفرات وأحمد بن منيع وعلي بن مسلم الطوسي، وعمرو بن أبي عمرو الحراني وعمرو الناقد وعدد كثير.

## ملازمته لأبي حنيفة
قال أبو يوسف: «صحبت أبا حنيفة سبع عشرة سنة».
ولصحبته لأبي حنيفة قصة يرويها لنا أبو يوسف فيقول: كنت أطلب الحديث والفقه عند أبي حنيفة، وأنا مقل (يعني قليل المال) رث الحال والهيئة، فجاءني أبي يومًا فانصرفت معه، فقال لي: يا بني، لا تمد رجلك مع أبي حنيفة (أي لا تذهب إليه) فإن أبا حنيفة خبزه مشوي (يقصد أنه غني وقادر على أن يعيش عيشة كريمة) وأنت تحتاج إلى معاش (عمل حتى تنفق على نفسك ولا تنقطع للعلم)، فقصرت عن كثير من الطلب (أي طلب العلم) وآثرت طاعة أبي، فتفقدني أبو حنيفة وسأل عني، فلما كان أول يوم أتيته بعد تأخرى عنه؛ فقال لي: ما شغلك عنا؟ قلت: الشغل بالناس وطاعة والدي، وجلست حتى انصرف الناس، ثم دفع لي صرة وقال: استمتع بها.
فنظرت فإذا فيها مائة درهم وقال: الزم الحلقة وإذا أفرغت هذه (إذا أنفقتها) فأعلمني، فلزمت الحلقة، فلما قضيت مدة يسيرة، دفع إليَّ مائة أخرى، ثم كان يتعهدني (يرعاني) وما أعلمته بقلة قط، ولا أخبرته بنفاد شيء، وكأنه يخبر بنفادها وظل كذلك حتى استغنيت.
ولم يكن لأبي حنيفة تلميذ في نجابة أبي يوسف وذكائه، فقد استمر في تلقي العلم حتى حفظ التفسير والحديث والمغازي وأيام العرب، وسار أبو يوسف على نهج أستاذه أبي حنيفة في الفقه، إلا أنه كانت له اجتهادات خاصة به، وألف كتبًا كثيرة أشهرها كتاب الخراج[ ؟ ] وهو رسالة في إدارة المال العام والقضاء، وقد قربه الخليفة هارون الرشيد إليه، وولاه القضاء، ومنحه لقب قاضي القضاة، وكان يستشيره في أمور الدين والدنيا.
وقد أفرد له الذهبي ترجمة في كراس.

## شخصيته
«وما أنبل قوله الذي رواه جماعة عن بشر بن الوليد، سمعت أبا يوسف يقول: العلم بالخصومة والكلام جهل، والجهل بالخصومة والكلام علم».
وعن ابن سماعة قال: كان ورد أبي يوسف في اليوم مائتي ركعة.

## مكانته لدى هارون الرشيد
بكار بن قتيبة: سمعت أبا الوليد قال: لما قدم أبو يوسف البصرة مع الرشيد اجتمع الفقهاء والمحدثون على بابه، فأشرف عليهم وقال: أنا من الفريقين جميعا، ولا أقدم فرقة على فرقة قال: وكان قاضي الآفاق، ووزير الرشيد، وزميله في حجه.
قال محمد بن سعدان: حدثنا أبو سليمان الجوزجاني سمعت أبا يوسف يقول: دخلت على الرشيد وفي يده درتان يقلبهما
فقال: هل رأيت أحسن منهما؟ قلت: نعم يا أمير المؤمنين قال: وما هو؟ قلت: الوعاء الذي هما فيه، فرمى بهما إلي وقال: شأنك بهما.

## ثناء العلماء عليه
قال يحيى بن معين: 
| أبو يوسف | ما رأيت في أصحاب الرأي أثبت في الحديث، ولا أحفط ولا أصح روايةً من أبي يوسف | أبو يوسف |

قال عبد الله بن داود الخريبي: 
| أبو يوسف | كان أبو يوسف قد اطلع على الفقه أو العلم اطلاعاً، يتناوله كيف يشاء | أبو يوسف |

قال عمرو بن محمد الناقد: 
| أبو يوسف | ما أحب أن أوري عن أحد من أصحاب الرأي إلا عن أبي يوسف، فإنه كان صاحب سنة | أبو يوسف |

قال يحيى بن معين: 
| أبو يوسف | كان أبو يوسف يحب أهل الحديث، ويميل إليهم | أبو يوسف |

### وفاته
مات أبو يوسف في عام 182 هـ وهو يقول: اللهم إنك تعلم أنني لم أجر في حكم حكمت فيه بين اثنين من عبادك تعمدًا، وقد اجتهدت في الحكم بما وافق كتابك وسنة نبيك، وكلما أشكل عليَّ أمر جعلت أبا حنيفة بيني وبينك. قال بشر بن الوليد: توفي أبو يوسف يوم الخميس لخمسِ خلون من ربيع الأول سنة اثنتين وثمانين ومئة. قال غيره: مات في غرة ربيع الآخر، وعاش تسعا وستين سنة.

حزن عليه الناس جميعًا، وقال صديقه أبو يعقوب الحريمي: 
.

### أبو يوسف والمدارسة وهو يحتضر
قال تلميذه القاضي إبراهيم بن الجراح: مرض أبو يوسف، فأتيته أعوده، فوجدته مغمى عليه. فلما أفاق قال لي: يا إبراهيم: ما تقول في مسألة؟ قلت وأنت في هذه الحالة؟ قال: لا بأس بذلك، ندرس، لعله ينجو به ناج! ثم قال لي: يا إبراهيم: أيها أفضل في رمي الجمار، أن يرميها ماشيا أو راكبا؟ قلت يرميها راكبا. قال: أخطأت. قلت: يرميها ماشيا. قال: أخطأت! قلت: قل فيها، يرضى الله عنك. قال: أما ما كان يوقف عنده للدعاء، فالأفضل أن يرميه ماشيا، وأما ما كان لا يوقف عنده للدعاء فالأفضل أن يرميه راكبا. ثم قمت من عنده. فما بلغت باب داره حتى سمعت الصراخ عليه. فإذا هو قد مات. (قيمة الزمن عند العلماء ص15)

### أشهر مؤلفاته
كان أبو يوسف أول من ألف الكتب في مذهب أبي حنيفة، وله عدة مصنفات منها:
- الخراج.
- الرد على سير الأوزاعي.
- اختلاف أبي حنيفة وابن أبي ليلى.
- الآثار

## مسجد أبي يوسف
دفن أبو يوسف الأنصاري في مقابر قريش، ويوجد في الكاظمية ببغداد مسجد يحمل اسمه وفيه قبره، ويقع مجاور ضريح الإمام الكاظم، وهو مسجد مشيد رصين البناء عليه قبة تقام فيه الصلوات إلى عهد قريب.

## هوامش
- أ: حُدِّد التاريخ الميلادي باستخدام مُحوِّل التاريخ في موقع «نداء الإيمان».